# Mineral neumatolítico
Un mineral neumatolítico o pneumatolítico se genera a profundidad de la corteza terrestre (plutonismo) por intrusión de magma, que causa alteración en la composición petrográfica de las rocas invadidas. De ello se generan principalmente metales pesados y de tierras raras, por lo general de gran importancia económica.
Según la clasificación de Schneiderhön, basada primordialmente en la naturaleza del fluido mineralizante (el magma), asociaciones minerales, profundidad y tipo de emplazamiento o depositación, roca huésped o ganga, los yacimientos de este origen son de tipo filoniano, pegmatíticos o por reemplazo (neumatolítico) de contacto con la roca afectada.

## Etimología y procesos
El término neumatolítico (del griego πνευμα, gas, aire, espíritu, aliento, mente, y de λύσις, (solución) se ha atribuido a los procesos siguientes:
- Efectos superficiales de gases en la cercanía de volcanes.
- Efectos metamórficos de contacto en torno a intrusivos profundos.
- Etapa de diferenciación ígnea intermedia a la pegmatítica y a la (magmática) hidrotermal, supuestamente caracterizada por equilibrio gases-cristales.
- Yacimientos minerales que pueden contener turmalina, topacio, fluorita, estaño.